# نجيب نجم
نجيب نجم (1938 -  24 سبتمبر 2017) هو شاعر غنائي ومؤلف مسرحي وتلفزيوني وناقد فني مصري، وشقيق الفنان الكوميدي محمد نجم.

## حياته
ولد عام 1938 بقرية الغار، مركز الزقازيق في محافظة الشرقية، وهو من عائلة (الدغاينة). متزوج وله ابن ضابط بالقوات المسلحة.

## عمله
عمل مدرساً لمادة الرياضيات باللغة الفرنسية في مدرسة الحرية الإعدادية بالأزبكية في القاهرة. كما عمل بالتدريس في معهد أنجال الملك سعود بالسعودية). كتب العديد من المسرحيات للبيت الفني للمسرح، منها:
- الدنيا على قرن خرتيت
- ليالي الحكواتي
- ليالي الحسينية
- رابعة زهرة العاشقين
- شيخ العرب السيد أحمد البدوى

غنى من كلماته وديع الصافي أغنية «يا عيني على الصبر»، وغنى له محرم فؤاد أغنيات «يا حبيبي يا قمر»، «الحلو حلو والمر مر». كما غنى له وليد توفيق أغنيات «خطبتها» ومعظم أغنيات فيلم «أنا والعذاب وهواك». غنت له سميرة سعيد أغنية «سيبك من اللي يسيبك». كما غنى من كلماته كل من مها صبري، تمام إبراهيم، عليا التونسية، ليلى نظمي، عايدة الشاعر، محمد رشدي. ولحن له كبار الملحنين كرياض السنباطي، محرم فؤاد، أمين حلمي.
كتب عدة مسرحيات للقطاع الخاص، منها: «وش السعد»، «القشاط»، «دلوعة يا بيه». وكتب العديد من الأغاني في معظم مسرحيات شقيقه الفنان الكوميدي محمد نجم.
من مؤلفاته مسلسل «وعاد الحب». وله العديد من البرامج والمسلسلات الإذاعية: منها: «نماذج مرفوضة»، «موال لكل زمان»، «دلائل الخيرات».
هذا ويعد ناقد فني بجريدة الشروق الدولية (لحظة شروق) ولع عدة حوارات مع كبار نجوم الفن في مجلة (فن). وما زال نبع الزمن الجميل للفن يعطي ويعد حاليا لمسرحية جديدة استكمالاً لسلسلة أولياء الله الصالحين ودورهم في حياة المصريين.